# سنان عبد الولي حسين العجي
سنان عبد الولي حسين العجي برلماني يمني، عضو في مجلس النواب، مقرر لجنة الشؤون الدستورية والقانونية، عن الدورة البرلمانية 2003-2009 والكتلة البرلمانية لنواب حزب المؤتمر الشعبي العام عن الدائرة الانتخابية رقم (301) بمحافظة الضالع. من مواليد 1962 مديرية جُبَن محافظة الضالع. حاصل على ليسانس شريعة وقانون.

## فترة المجلس
باتفاق عرف بأسم «إتفاق فبراير» مُددت فترة المجلس لمدة عامين، وبقيام ثورة الشباب اليمنية لم تُجرَ الانتخابات، وبحسب إتفاق المبادرة الخليجية مُددت لمدة عامين آخرين حتى 2013. ولكن نظراً للأزمة السياسية المستمرة منذ ذلك العام واندلاع الحرب القائمة منذ 2015 لم يتسنى انتخاب مجلس نواب جديد، ولا تزال الشرعية متجسدة في المجلس المنتخب عام 2003 حتى اليوم.